# Hangar de Dirigíveis de Augusta
O hangar do dirigíveis de Augusta, construído no início do século XX, com uma estrutura de concreto armado, é uma obra de engenharia de valor histórico e técnica. O parque que abriga o hangar está localizado na Estrada ex-Provincial 193, em Itália.

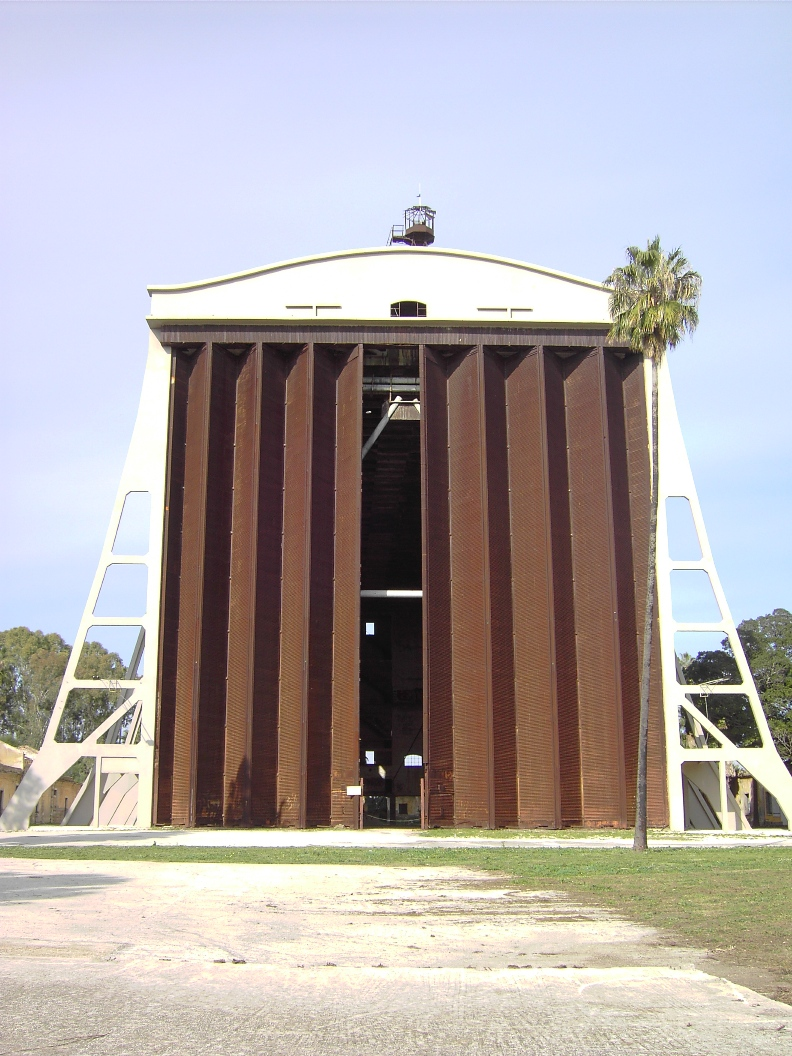
O hangar de Augusta

## História
O projeto foi confiado ao engenheiro Antonio Garboli de Brindisi, um pioneiro de estruturas de concreto armado. Na verdade, a estrutura representa um trabalho de engenharia pioneira para os primeiros anos do século XX. A construção começou em novembro de 1917 e terminou três anos depois.

## Especificações técnicas
O edifício tem uma largura máxima de 105,5 metros de comprimento, 45,2 metros de largura e 37 metros de altura. O tamanho dos espaços internos úteis são 100 x 26 x 31 metros. A estrutura de suporte consiste de quinze quadros de concreto com uma distância do centro de 6,60 metros. As paredes de cortina são de tijolo horizontais vigas de ligação colocados em 4,50 metros de distância. A abóbada cilíndrica é espalhado por todo o comprimento total da forma original externo, enquanto que no interior, graças à solução de quadros externos, é um espaço único que serviria como um abrigo para dirigíveis até 12.000 metros cúbicos.

## O Hangar hoje
Em 2004, o Parque do Hangar volta à cidade de Augusta, e em 2007 começaram os trabalhos para restaurar e garantir o Hangar e foi concluído em 2009. De 27 de janeiro de 2006 o Hangar e seu parque são geridos por uma associação de voluntários chamada "Team Augusta Hangar"..